# Parafia św. Mikołaja w Nowym Duninowie
Parafia pw. Świętego Mikołaja w Nowym Duninowie – parafia należąca do dekanatu gostynińskiego, diecezji płockiej, metropolii warszawskiej.
Została erygowana w XIV wieku.